# Венецианская протока
Венецианская прото́ка — один из рукавов в русле Днепра на территории Киева, который отделяется от Десёнки и впадает в Русановскую протоку. Разделяет Долобецкий и Венецианский острова.
Длина составляет около 900 метров, ширина — 100—150 метров. Через протоку построен Венецианский мост.
Средние глубины — 1,5 метра. Наибольшая глубина 3 метра. Судоходная для небольших плавсредств.
В 1966 году через Венецианскую протоку построили железобетонный Венецианский мост, который объединил Долобецкий остров с Венецианским островом и направил часть потоков отдыхающих в южную часть острова Долобецкий.